# Andrzej Bursa

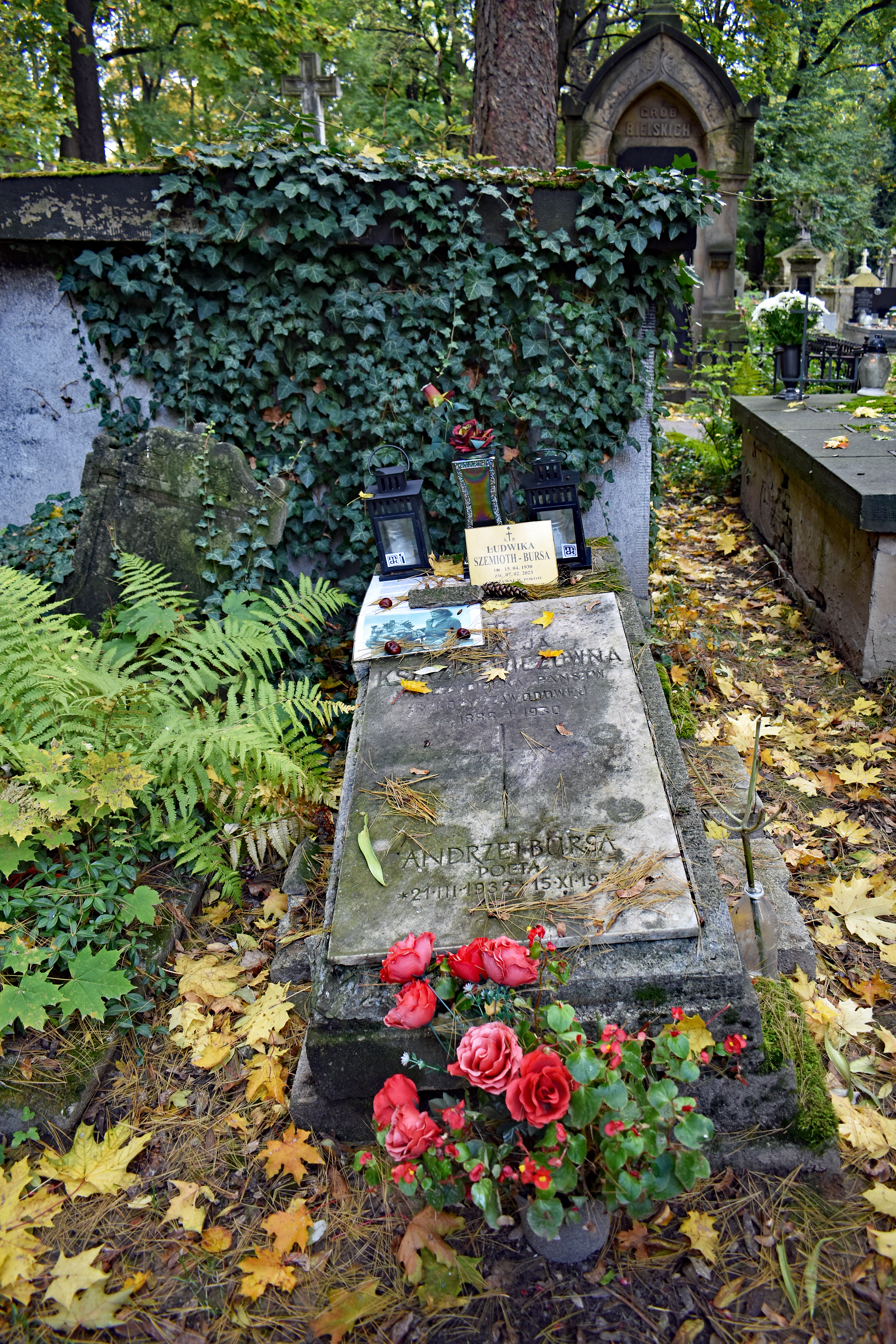
Grób Andrzeja Bursy na cmentarzu Rakowickim w Krakowie

Andrzej Bursaⓘ (ur. 21 marca 1932 w Krakowie, zm. 15 listopada 1957 tamże) – polski poeta, prozaik, dramaturg i dziennikarz, należał do pokolenia „Współczesności”, zaliczany do kręgu poetów wyklętych.

## Życie
Jego rodzice byli z zawodu nauczycielami. Z przyczyn światopoglądowych rozstali się jednak w 1947 roku. Ojciec Feliks działał również politycznie, a jego komunistyczne poglądy były powodem konfliktu z synem. W trakcie II wojny światowej Bursa uczęszczał na tajne komplety, a w 1945 roku rozpoczął naukę w V Gimnazjum i Liceum im. Jana Kochanowskiego w Krakowie. Po ukończeniu szkoły średniej Andrzej Bursa zaczął uczęszczać na Sekcję Dziennikarską Wydziału Filozoficzno-Historycznego na Uniwersytecie Jagiellońskim, po miesiącu zaś przeniósł się na Wydział Filologiczny UJ ze specjalnością języka bułgarskiego. W lutym 1952 roku ożenił się z Ludwiką Szemioth – studentką Akademii Sztuk Pięknych w Krakowie (która przez 35 lat prowadziła w akademii pracownię ceramiki); w tym samym roku Ludwika urodziła syna – Michała. W październiku 1956 roku dokonał apostazji. Była to deklaracja nie tylko ateizmu, ale również buntu wobec powszechnego powrotu do Kościoła, który znów mógł legalnie funkcjonować. Od grudnia 1954 do lata 1957 pracował jako reporter Dziennika Polskiego w Krakowie. Jego śmierci towarzyszył mit samobójstwa – prawdziwą przyczyną była wrodzona wada aorty. Został pochowany na cmentarzu Rakowickim w kwaterze IIB. Pośmiertnie, w 1959 otrzymał nagrodę Listopada Poetyckiego za najciekawszy debiut.

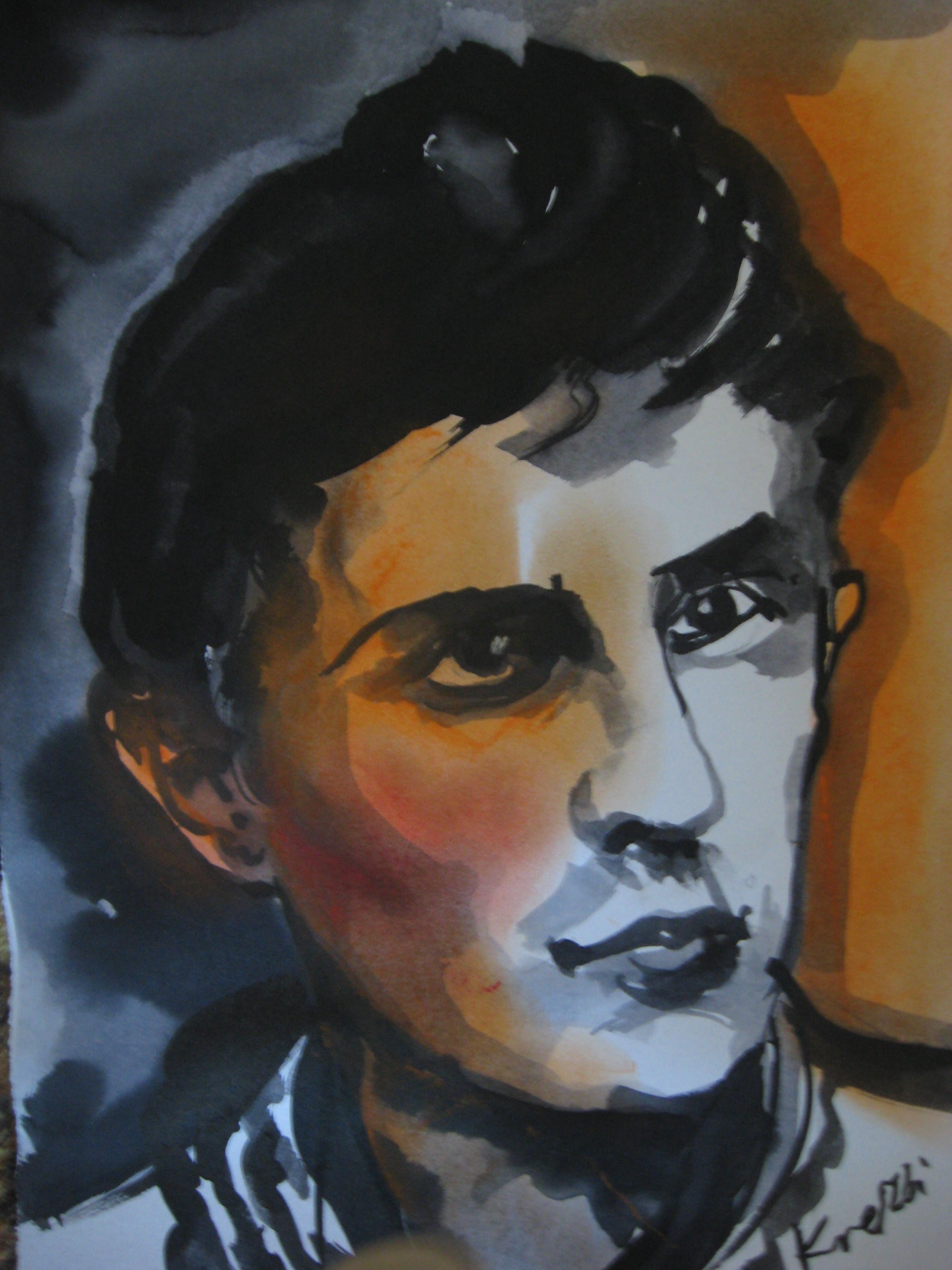
Portret Andrzeja Bursy autorstwa Zbigniewa Kresowatego

## Twórczość
Działalność literacka poety trwała krótko, bo zaledwie 3 lata. Zmarł nagle w wieku 25 lat wskutek wrodzonego niedorozwoju aorty.
Jego twórczość w znacznej mierze przepełniona była buntem, brutalnością i cynizmem; wiersze cechowały naturalizm oraz antyestetyka. Bursa był poetą szukającym trwałych wartości humanistycznych i prawd o człowieku i sobie samym. Dzieła artysty idealnie opisują ówczesną rzeczywistość w sposób demaskatorski i bezkompromisowy, a zarazem przesycone są ukrytym liryzmem.
Bunt przeciwko normom życia społecznego, tradycji romantycznej, konwencjom, moralności to jedynie powierzchowne odczytanie twórczości Bursy. Poeta dostrzegał istniejące wokół zło i wyrażał je adekwatnymi środkami literackimi, jednak w jego utworach zauważyć można wyrazistą potrzebę obcowania z dobrem. W jego twórczości poetyckiej można bowiem wyodrębnić trzy grupy utworów:
- wiersze buntownicze,
- poezje, w których ukazywano niespełnione arkadyjskie marzenia (np. poemat Luiza),
- lirykę refleksyjną, zaskakującą głębią przemyśleń i dojrzałością formy (np. wiersz Karnawał)[6].

Indywidualista, nie był związany z żadną z licznych w owym czasie grup literackich.
W 2013 roku zespół Fonetyka wydał album muzyczny z wierszami poety.

### Utwory
Andrzej Bursa opublikował w czasopismach (głównie studenckich) trzydzieści siedem wierszy i opowiadanie Mason. Poniżej znajdują się wybrane dzieła Bursy:
- poemat – Luiza
- powieść – Zabicie ciotki
- sztuka teatralna – Karbunkuł, napisana wraz z Janem Güntnerem, wystawiona przez teatr Cricot
- wiersze i ich zbiory
  - 1954 – Głos w dyskusji o młodzieży
  - 1958 – Wiersze
  - 1969 – Utwory wierszem i prozą
- opowiadanie fantastyczne, groteska – Smok, opublikowane pierwotnie w zbiorze Wiersze, później w Przepowiedni, t. 6 Polskiej noweli fantastycznej.

## Nagroda im. Andrzeja Bursy
Od 1967 roku młodym polskim pisarzom przyznawana była Nagroda im. Andrzeja Bursy ufundowana przez krakowskich krytyków literackich.